# 셀린다바위쥐
셀린다바위쥐 또는 셀린다초원쥐(Aethomys silindensis)는 쥐과 쥐아과에 속하는 설치류의 일종이다. 모잠비크와 짐바브웨에서 서식하는 것으로 추정된다. 자연 서식지는 아열대 또는 열대 기후 지역의 건조림이다.

## 특징
꼬리 길이 166~194mm를 제외한 몸길이가 155~200mm인 보통 크기의 설치류다. 발 길이는 32~35mm이고, 귀 길이는 21~25mm, 몸무게는 최대 158g이다. 등 쪽은 누르스름한 갈색을 띠는 반면에 배 쪽은 연한 회색이다.

## 생태
땅 위에서 주로 생활하는 육상성 동물이다.

## 분포 및 서식지
짐바브웨 동부의 세 지역에 널리 분포하고, 모잠비크 마니카주에서도 서식하는 것으로 추정하고 있다. 암반 지대의 뒤얽힌 풀 사이의 건조한 산지림에서 서식한다.